# Sei Buluh (Perbaungan)
Sei Buluh is een bestuurslaag in het regentschap Serdang Bedagai van de provincie Noord-Sumatra, Indonesië. Sei Buluh telt 3437 inwoners (volkstelling 2010).